# Four: The Initiate: A Divergent Story
Four: The Initiate: A Divergent Story, es una historia corta escrita por Veronica Roth. Narra la experiencia de Tobias durante la iniciación de Osadía; un juego de desafíos al que es invitado, su primer tatuaje; así como el comienzo de su pasión por entrenar a nuevos iniciados y la comprensión del peligro que representa ser Divergente. Fue publicada el 8 de julio de 2014.

## Personajes
- Cuatro, el narrador y protagonista de la historia de 16 años, que lucha por dejar atrás su tormentoso pasado para así poder integrarse de lleno a su nueva facción.

- Amar, uno de los líderes de Osadía y mentor de Cuatro.

- Eric, un iniciado de Osadía que se transfirió de Erudición y principal oponente de Cuatro.

- Zeke, un iniciado Osadía de nacimiento que entabla una amistad con Cuatro.

- Shauna, una iniciada nacida en Osadía, por la que Cuatro se siente atraído.

- Tori Wu, una miembro de la facción de Osadía.

- Max, uno de los líderes de Osadía.

- Jeanine Matthews, líder de Erudición quien encuentra irregularidades en la prueba de simulación de Cuatro.

## Desarrollo

### Antecedentes
Después de haber escrito Free Four en 2012, Roth anunció a través de su blog la publicación de otras cuatro historias cortas narradas desde el punto de vista de Tobias Eaton, comentando:

"Consideré unas cuantas opciones sobre lo que podría escribir y sobre la perspectiva de quién lo haría. Con el tiempo, se hizo evidente que el personaje en el que estaba más interesada en explorar era Cuatro. Estaba emocionada de expandir mi propio conocimiento sobre él, ayudando a profundizar en el personaje de una manera que nunca lo he hecho antes, y para construir las partes del mundo que Tris nunca experimentó debido a su limitada perspectiva".

Cada breve historia explora el mundo de la serie Divergente a través de los ojos del misterioso pero carismático Tobias Eaton, revelando facetas desconocidas de su personalidad, su pasado, y sus relaciones. Las historias estarán disponibles como libros electrónicos, y en una compilación llamada Four: A Divergent Story Collection.

### Portada
La portada contiene un círculo (como las demás de la trilogía) de jeringas llenas de suero de color azul, todas ellas señalando el centro del círculo. Al igual que todas las portadas anteriores de la trilogía Divergente, Joel Tipple diseñó esta cubierta.